# Búfalos de Curtidores
Búfalos de Curtidores ist der Name einer ehemaligen mexikanischen Fußballmannschaft aus León im Bundesstaat Guanajuato, die als Farmteam von Unión de Curtidores diente und zwischen 1981/82 und 1984/85 in der Tercera División spielte. 
Unter der Trainingsleitung von José Luis „El Gato“ Lugo, der zuvor für den Hauptverein Unión de Curtidores (UC) das Tor in der Primera División gehütet hatte, gelang in der Saison 1984/85 der Aufstieg in die damals noch zweitklassige Segunda División. Zum Ende derselben Spielzeit verkaufte der Hauptverein seine Teilnahmeberechtigung an der zweiten Liga an den Club Deportivo Chetumal und machte damit den Aufsteiger Búfalos quasi zu seiner ersten Mannschaft. Doch die angespannte finanzielle Situation konnte der Verein auch mit dieser Maßnahme nicht in den Griff bekommen, verkaufte daher nach der Saison 1985/86 auch die Lizenz der Búfalos und zog sich ganz aus dem Profifußball zurück. Erst eine Dekade später wurde der angeschlagene Verein Unión de Curtidores wiederbelebt und diente jetzt als Farmteam seines ehemaligen Erzrivalen Club León.